# Sentinel (Marvel Comics)
Els Sentinels són un grup de robots de caça de mutants que apareixen als còmics nord-americans publicats per Marvel Comics. Normalment es representen com a antagonistes dels X-Men. Van ser creats per Stan Lee i Jack Kirby i aparegueren per primer cop al núm. 14 del còmic X-Men (novembre de 1965).
Els Sentinels van tenir un paper important a la sèrie d'animació X-Men dels anys 90 i han aparegut en diversos videojocs de X-Men. Els Sentinels apareixen de manera destacada a la pel·lícula X-Men: Days of Future Past del 2014, mentre que les versions simulades van fer breus aparicions a la pel·lícula X-Men: The Last Stand del 2006 i la pel·lícula X-Men: Apocalypse del 2016. El 2009, The Sentinels es va classificar com el 38è millor vilà de còmics de tots els temps ' IGN.

## Història de la publicació
Creats per Stan Lee i Jack Kirby, van aparèixer per primera vegada en The X-Men el 14 de novembre de 1965.
Els «sentinel·les» estan programats per localitzar mutants i capturar-los o matar-los. Tot i que s'han introduït diversos tipus de Sentinels, el Sentinel típic té tres pisos d'alçada, és capaç de volar, projecta explosions d'energia i pot detectar mutants. Perseguir el genocidi com a mitjà per fer front a una amenaça ha fet que els Sentinels siguin una analogia per a l'odi racial i altres tipus negatius de fanatisme a les històries de Marvel, representen les horribles conseqüències de les accions de la humanitat basades en l'odi i la ignorància, juntament amb una advertència de els riscos de la presa de control de l'IA.
En juny del 2024, Marvel anuncià la publicació de Sentinels, una sèrie limitada de cinc números emmarcada en la línia editorial From the Ashes, guionitzada per Alex Paknadel, dibuixada per Justin Mason i protagonitzada per quatre sentinel·les anomenats Sawtooth, Lockstep, Drumfire i Voivod, encarregats de capturar mutants roïns.

## Característiques
Els sentinelles estan dissenyats per caçar mutants. Tot i que molts són capaços de pensar tàcticament, només un grapat són conscients de si mateixos.
Els sentinelles són tecnològicament avançats i han exhibit una gran varietat d'habilitats. Estan armats (principalment amb armes energètiques i dispositius de contenció), capaços de volar i poden detectar mutants a llarga distància. Posseeixen una gran força física i els seus cossos són molt resistents als danys.  Alguns són capaços d'alterar les seves formes físiques o tornar a muntar i reactivar-se després d'haver estat destruïts.
Algunes variants de Sentinel tenen la capacitat d'aprendre de les seves experiències, desenvolupant les seves defenses durant un enfrontament. Diversos grups de Sentinels han estat creats i/o liderats per un únic Sentinel massiu anomenat Master Mold. Alguns Sentinels també estan equipats amb un bucle lògic discret per si s'haurien de fer malbé per convèncer-los que són mutants, tal com es demostra al Tri-Sentinel.
A causa del seu poder, sofisticació i gran producció en massa, els Sentinels es venen al mercat negre. Les entitats els obtenen, sovint en mal estat, per als seus propis propòsits (no necessàriament relacionats amb els mutants).
Durant l'esdeveniment " Iron Man 2020 ", un Sentinel apareix com a membre de l’exèrcit de l'IA.

## Tipus de sentinelles
Hi ha diferents tipus de Sentinels que apareixen als còmics:
- Mark I i Master Mold - Creat per Bolivar Trask. Va aparèixer per primera vegada a X-Men #14. Bolívar Trask es va sacrificar per destruir el motlle mestre.
- Mark II - Creat per Larry Trask. Aquest model era capaç d'adaptar-se i contrarestar els superpoders gairebé a l'instant. Va aparèixer per primera vegada a X-Men #57.
  - No.2, el líder robòtic dels Sentinels de Larry, més tard va "mutar" amb la capacitat de crear deformacions espacials.[11]
- Composite - Creat fusionant les parts restants de cinc Sentinels destruïts pels X-Men i que van passar sota el control d'Ashley Martin. Va ser destruïda per ella quan es va rebel·lar contra ella.
- Mark III - Creat per Stephen Lang i Project: Armageddon, finançat en secret per Edward Buckman i el Council of the Chosen. Basat en notes incompletes de Trask i inferiors a Mark II. Va aparèixer per primera vegada a X-Men #98.
  - X-Sentinels - Creat per Stephen Lang. Són androides que eren duplicats dels X-Men originals. Va aparèixer per primera vegada a X-Men #99.
- Mark IV - Creat per Sebastian Shaw. Va aparèixer per primera vegada a The Uncanny X-Men #151.
- Mark V - Creat per Sebastian Shaw per al Projecte Wideawake del govern dels EUA. Va aparèixer per primera vegada a The New Mutants #2.
- Mark VI - Creat per Shaw Industries per al Projecte Wideawake i utilitzat per Onslaught. També s'han incorporat parts del Projecte Nimrod.
- Mark VII - Creat per Shaw Industries. Eren experimentals i controlats a distància.
- Nimrod (més tard Bastion) - Un prototip de Super Sentinel que va arribar des de la línia de temps " Dies del futur passat " i que després va ser reactivat pel reverend William Stryker.
  - Projecte Nimrod - Creat per una branca del Projecte Wideawake i estava en fase experimental, Project Nimrod era en realitat un programa d'autoconsciència que Nimrod va implantar abans de la seva desaparició a la cibernet informàtica militar de la base, el programa va servir com a virus dormidor que esperava l'oportunitat. per accedir a un programa de desenvolupament Sentinel perquè pogués utilitzar-lo per tornar a crear el mateix Nimrod. S'ha cancel·lat després d'interferir X-Force.
- Prime Sentinels: creat per Bastion i Operation: Zero Tolerance. Al principi eren humans discapacitats infectats amb la tecnologia Nano-Sentinel a la Clínica Prospero amb la creença que estaven equipats amb implants nanotecnològics cibernètics per reemplaçar les seves extremitats perdudes. Sense que molts d'ells ho sabien, es van convertir en agents dormitoris per a l'Operació: Zero Tolerance, ja que, després de l'activació per un atac mutant o prop de la presència d'un, es transformarien en éssers blindats amb poderosos sistemes d'armes.
  - Omega Prime Sentinels - La segona generació de Prime Sentinels. Sovint simplement anomenats Omega Sentinels, la seva nanotecnologia està molt lluny dels seus germans. Els Omega tenen un cicle de transformació de 8 passos que experimenten abans de transmutar d'entitats orgàniques a màquines completes; que són Infecció, Nidificació, Replicació, Dormància, Activació, Unió, Adaptació i finalment Omega.[12] Karima Shapandar és una d'elles.
- Sentinels salvatges: construït en secret per un motlle mestre oblidat a l'Equador, activat per Donald Trask III i utilitzat per Cassandra Nova. Les noves unitats es produeixen a partir dels recursos disponibles actualment (peces recuperades, armes i, de vegades, fins i tot vehicles sencers), que donen a aquest tipus particular de Sentinel un aspecte molt divers i drap. Tant per això com per la seva flexibilitat de disseny, s'ha observat una gran varietat de formes i formes diferents. Els Mega-Sentinels que solien destruir Genosha i Nanosentinels pertanyen a aquest tipus de Sentinels. La tecnologia utilitzada en Nano-Sentinels també és emprada per Weapon Plus per als seus experiments d'evolució artificial i la creació dels seus Super-Sentinels.
- Mark VIII - Sentinel Squad O*N*E, dissenyat per Stark Enterprises. A diferència d'altres Sentinels, el Mark VIII requereix un pilot humà.
  - TO Sentinels: una actualització prevista dels sentinels Squad O*N*E concebut pel director Robert Callahan, que va intentar utilitzar substància tecno-orgànica per augmentar l'eficàcia del seu programa Sentinel.[13] En fracassar en el seu primer intent, tindria una segona oportunitat després d'obtenir els nous mutants infectats per bruixot per utilitzar-los com a farratge experimental per augmentar la tecnoformació de la seva unitat Sentinel Squad Armor.[14][15]
- Bio-Sentinels: cadàver humà mutant infectat per un virus tecnològic creat per Kaga.[16] Tenen la capacitat innata d'armar aparells biotecnològics com els míssils dissenyats per Brood com a mitjà d'atac.[17]
- Stark Sentinels: els Stark Sentinels van debutar durant la història d'AXIS. Sota la influència del Crani Roig (que també li havia esborrat qualsevol record de la seva construcció), Tony Stark va crear un model de Sentinels construïts amb Adamantium equipats amb la tecnologia Pym Particle amb bases de dades que contenien el coneixement dels diferents superherois que va adquirir després de la 1a Guerra Civil. història.[18] Quan Red Skull es va convertir en el Red Onslaught, i els Venjadors van arribar a Genosha per aturar-lo, va desplegar els Stark Sentinels.[19]
- Motlle mare: un cap de variant de motlle mestre conscient i capaç d'adaptar-se dissenyat per crear "motlles mestres" que al seu torn creen sentinelles. Construït en secret a prop del Sol per un grup humà anomenat Projecte ORCHIS que està format per diversos membres d'organitzacions humanes com AIM, SHIELD, Hydra, Alpha Flight i altres, un cop connectat, Mother Mold conduirà directament a la creació de Nimrod., la forma Sentinel nanotecnològica definitiva.[20]
  - Nimrod el caçador: creat a l'era moderna únicament a partir de la tecnologia contemporània i independent dels seus homòlegs que viatgen en el temps pel Dr. Alia Gregor a Orchis's Mother Mold
- X-Sentinels: la nova era de Sentinel d'Orchis, que és un Sentinel modern creat pel clon de Mister Sinister Doctor Stasis. Ho va aconseguir construint amb les seves quimeres humanes/animals empalmades amb gens que van utilitzar els nombrosos cadàvers de Wolverine per perfeccionar un procés i convertir-los en unitats Sentinel, combinant l'esquelet i les urpes d'Adamantium de Wolverine amb l'últim carcassa i sistemes Sentinel. una combinació letal.[21]
  - Sentinel Zero: el primer X-Sentinel en línia i construït sobre el marc de l'esquelet Adamantium de Wolverine. Al final, Firestar va incinerar les peces de Sentinel Zero, deixant un esquelet de Wolverine fumant.

### Creacions relacionades amb la caça de mutants
- Tri-Sentinel: una combinació de mida gegant, sis braços i tres cares de tres Sentinels bastant estàndard (creats per Shaw Industries) units per Loki com a retribució per haver perdut l'enginy d'Actes de Venjança, i derrotat per Spider-Man a la màxim dels seus poders còsmics (Capità Univers). Més tard reviscut per la Fundació Life, només per ser destruït de nou per Spider-Man i Nova. Mendel Stromm més tard va obtenir un altre del búnquer de la fallida Life Foundation i més tard va ser abordat per un misteriós benefactor que es va preparar per donar-li un motlle mestre especialitzat en la creació de Tri-Sentinels.
- Sentinels soviètics - Creats per la Unió Soviètica i posteriorment adquirits pels funcionaris del govern cubà.[22][Cal citació completa] [ Cal citació completa ]
- Super-Sentinels: utilitzant la tecnologia Nano-Sentinel, Weapon Plus va crear sobrehumans evolucionats artificialment a The World. Tres de les creacions van ser escollides per formar els Super-Sentinels caçadors de mutants: Huntsman, Fantomex i Ultimaton, que estaven pensats per ser presentats al públic com a superherois per fer que l'extermini de l'espècie mutant semblés "com un dibuix animat de dissabte al matí".
- Colcord's Sentinels: alguns dels Boxbots creats per Madison Jeffries (també conegut com Box) per servir el programa Weapon X, dirigit per Malcolm Colcord. En una variació de la línia de temps de Days of Future Past vista a la sèrie limitada Weapon X: Days of Future Now, un dels Boxbots evoluciona cap a un nou motlle mestre i una nova raça de sentinelles.
- Hardaway - Un cyborg creat al Camp Hayden, assassinat pel Front d'Alliberament Mutant, que es deia a si mateix un Bio-Sentinel.
- X-51 (Machine Man) - Capturat per Bastion i "infectat" amb nanobots Prime Sentinel que van reconfigurar i reconstruir els seus sistemes donant-li així capacitats similars a Nimrod,[23][24] com adaptar-se a gairebé qualsevol situació i programació. que de vegades l'obligava a atacar mutants.[25]
- Juston Seyfert 's Sentinel: Va aparèixer per primera vegada a Sentinel #1, aquest és un Sentinel reconstruït (probablement un Mark V o Mark VI), reprogramat per obeir Juston Seyfert. Inicialment, Seyfert controlava el Sentinel muntant sobre la seva espatlla; ara hi ha construït una cabina. Seyfert i el seu Sentinel són antics membres de l'Acadèmia dels Venjadors i apareixen a l'Arena dels Venjadors.
- Sentinaughts: un dels tipus de robots sensibles que viuen a la ciutat de robots lliures de The Core,[26][Cal citació completa] Sentinaughts sembla que es basen en el disseny Sentinel. Varien en grandària des d'aproximadament humans fins a la gran estatura dels centineles tradicionals.
- Nano-Sentinel: tipus de tecnologia microscòpica sentinella creada per Cassandra Nova i implementada de diverses maneres per altres usuaris.[27] Moure's dins del cos i unir-se al cervell dels humans i dels mutants per igual, convertint-los en drons d'assalt que odien els mutants sense autocontrol. Preparat per enderrocar qualsevol mutant que els miri.[28]
  - Una forma desconeguda de sentinelles fetes per humans creades per Simon Trask utilitzant un virus Sentinel Tech basat en nanites. Les víctimes es converteixen en activistes antimutants que més tard, a les ordres de Trask, es transformen completament en sentinelles robòtiques sense vida seguint sense pensar les ordres de Trask.[29]
- Adamantium Cyborgs - Assassins caçadors de mutants gairebé mecànics equipats per Arma X amb el metall titular com a endoesquelet utilitzant nanotecnologia basada en sentinella. Venint en nombrosos lots categòrics alfabètics, aquestes armes biòniques poden desfer-se de la seva pell revelant un autòmat assassí amb les habilitats de diversos herois i vilans X-Men integrades en elles.[30]
- Core/Central Command: una variant biotecnològica Master Mold darrere dels paràmetres de disseny del nou Prime Sentinel.[31]
- Box Sentinels - Sentinels més petits i ràpids basats en la tecnologia Box creada per una empresa conjunta entre el Departament H i Orchis per localitzar i capturar mutants al Canadà.[32]

## Poders Coneguts
Els Sentinelles actuals, impulsats per la mateixa tecnologia que els seus robots predecessors, tenen força, resistència i agilitat superhumanes. Tots els Sentinelles estan equipats amb l'última tecnologia per reconèixer mutants i programari d'anàlisi tàctica. Simplement observant un objectiu poden planejar la millor forma de capturar o erradicar-lo. Si el seu intent inicial fracassa, els Sentinelles poden avaluar tota la informació disponible per formular millors tàctiques. Els androides disposen d'un gran arsenal d'armes per a la recerca i cacera de mutants, des d'unitats de propulsió a reacció a pistoles a les seves nines|canells tant revòlvers convencionals com armes de foc automàtiques.